# Mexico City Blues
Mexico City Blues je báseň amerického spisovatele Jacka Kerouaca, složená z 242 slok, která byla vydána knižně. Každá sloka je napsána na nové stránce a zároveň každé číslo stránky odpovídá číslu sloky. Básně spolu zdánlivě nesouvisí, ale tvoří celek. Dle vlastních slov se v této básni snažil Kerouac vyjádřit jazzovou hudbu a báseň ji měla připomínat, měla být jako jazz. Báseň názorně ukazuje mnohé metody spontnánního psaní, pro Kerouaca tolik typické. Byla vydána roku 1959, česky dosud nebyla publikována.